# Livré-sur-Changeon
Livré-sur-Changeon est une commune française située dans le département d'Ille-et-Vilaine en région Bretagne, peuplée de 1 737 habitants.

## Géographie
La commune est au nord de l'Ille-et-Vilaine. Les villes les plus proches sont Vitré à 16 km, Fougères à 21 km et Rennes à 39 km.
La gare ferroviaire la plus proche est à Vitré, l'aéroport le plus proche est celui de Rennes-Saint Jacques à 45 km, l'accès autoroutier le plus proche est à 8 km.

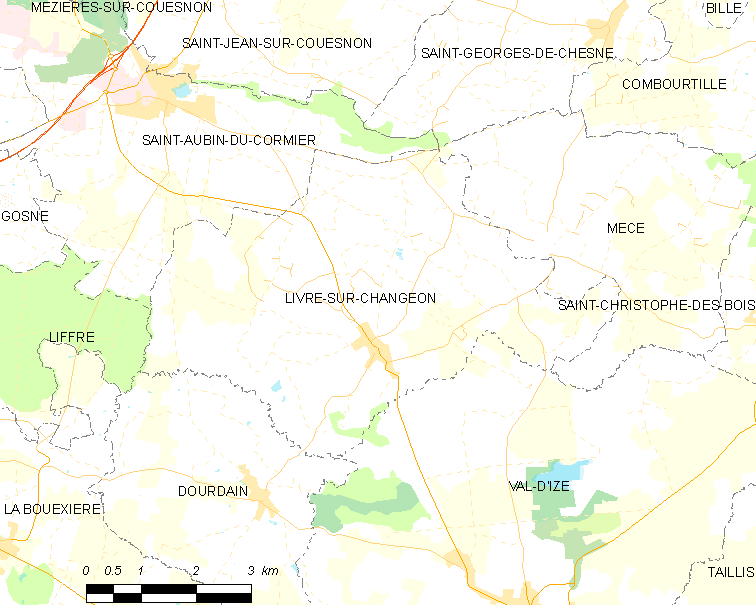
Carte de la commune.

| Saint-Aubin-du-Cormier | Saint-Georges-de-Chesné (Rives-du-Couesnon) (par un quadripoint) | Mecé      |
| Liffré                 | Livré-sur-Changeon                                               |           |
| Dourdain               |                                                                  | Val-d'Izé |

### Hydrographie
Pour un article plus général, voir Réseau hydrographique d'Ille-et-Vilaine.
La commune est située dans le bassin Loire-Bretagne. Elle est drainée par la Veuvre, le ruisseau de Sérigné, le Changeon, la Veillardière et le d'Alibert,,.
Le Changeon, affluent de la Veuvre et sous-affluent de la Vilaine, d'une longueur de 12 km, prend sa source à côté du village de la Reuvre à Mecé (48°14'30.2"N 1°15'47.6"W, altitude de 116 m) et se jette dans la Veuvre à 60 m  d'altitude (48°12'50.5"N 1°23'20.2"W) en limite communale sud-ouest. Il traverse après 10 km de parcours, l'étang qui porte le nom d'étang de Changeon, près du bourg de la commune. Cet étang-réservoir de 62 700 m2) de superficie a été formé par une digue pour l'alimentation d'une minoterie qui n'est plus en service.
La Veuvre, d'une longueur de 43 km, prend sa source dans la commune de Saint-Christophe-des-Bois et se jette  dans la Vilaine à Noyal-sur-Vilaine, après avoir traversé neuf communes. 

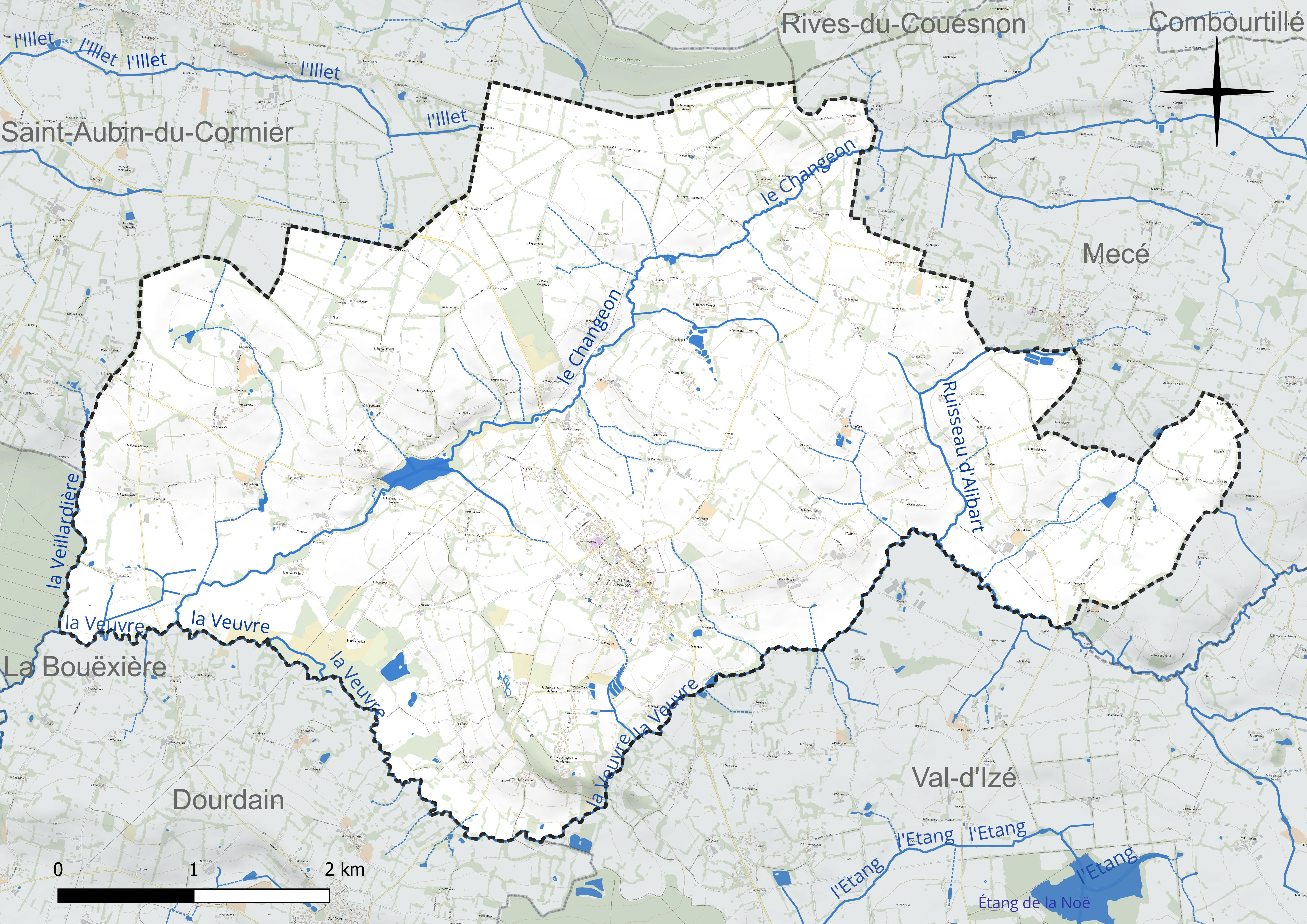
Réseau hydrographique de Livré-sur-Changeon.

### Climat
Pour des articles plus généraux, voir Climat de la Bretagne et Climat d'Ille-et-Vilaine.
En 2010, le climat de la commune est de type climat océanique franc, selon une étude du CNRS s'appuyant sur une série de données couvrant la période 1971-2000. En 2020, Météo-France publie une typologie des climats de la France métropolitaine dans laquelle la commune est exposée à un climat océanique et est dans la région climatique  Bretagne orientale et méridionale, Pays nantais, Vendée, caractérisée par une faible pluviométrie en été et une bonne insolation. Parallèlement l'observatoire de l'environnement en Bretagne publie en 2020 un zonage climatique de la région Bretagne, s'appuyant sur des données de Météo-France de 2009. La commune est, selon ce zonage, dans la zone « Sud Est », avec des étés relativement chauds et ensoleillés.  
Pour la période 1971-2000, la température annuelle moyenne est de 11,2 °C, avec une amplitude thermique annuelle de 13,2 °C. Le cumul annuel moyen de précipitations est de 818 mm, avec 13,2 jours de précipitations en janvier et 7,6 jours en juillet. Pour la période 1991-2020, la température moyenne annuelle observée sur la station météorologique la plus proche, située sur la commune de Fougères à 18 km à vol d'oiseau, est de 11,9 °C et le cumul annuel moyen de précipitations est de 939,1 mm,. Pour l'avenir, les paramètres climatiques de la commune estimés pour 2050 selon différents scénarios d'émission de gaz à effet de serre sont consultables sur un site dédié publié par Météo-France en novembre 2022.

## Urbanisme

### Typologie
Au 1er janvier 2024, Livré-sur-Changeon est catégorisée commune rurale à habitat dispersé, selon la nouvelle grille communale de densité à sept niveaux définie par l'Insee en 2022.
Elle est située hors unité urbaine. Par ailleurs la commune fait partie de l'aire d'attraction de Rennes, dont elle est une commune de la couronne,. Cette aire, qui regroupe 183 communes, est catégorisée dans les aires de 700 000 habitants ou plus (hors Paris),.

### Occupation des sols
L'occupation des sols de la commune, telle qu'elle ressort de la base de données européenne d'occupation biophysique des sols Corine Land Cover (CLC), est marquée par l'importance des territoires agricoles (97,4 % en 2018), une proportion sensiblement équivalente à celle de 1990 (98 %). La répartition détaillée en 2018 est la suivante : 
prairies (51,5 %), zones agricoles hétérogènes (27,7 %), terres arables (18,1 %), zones urbanisées (1,8 %), forêts (0,8 %). L'évolution de l'occupation des sols de la commune et de ses infrastructures peut être observée sur les différentes représentations cartographiques du territoire : la carte de Cassini (XVIIIe siècle), la carte d'état-major (1820-1866) et les cartes ou photos aériennes de l'IGN pour la période actuelle (1950 à aujourd'hui).

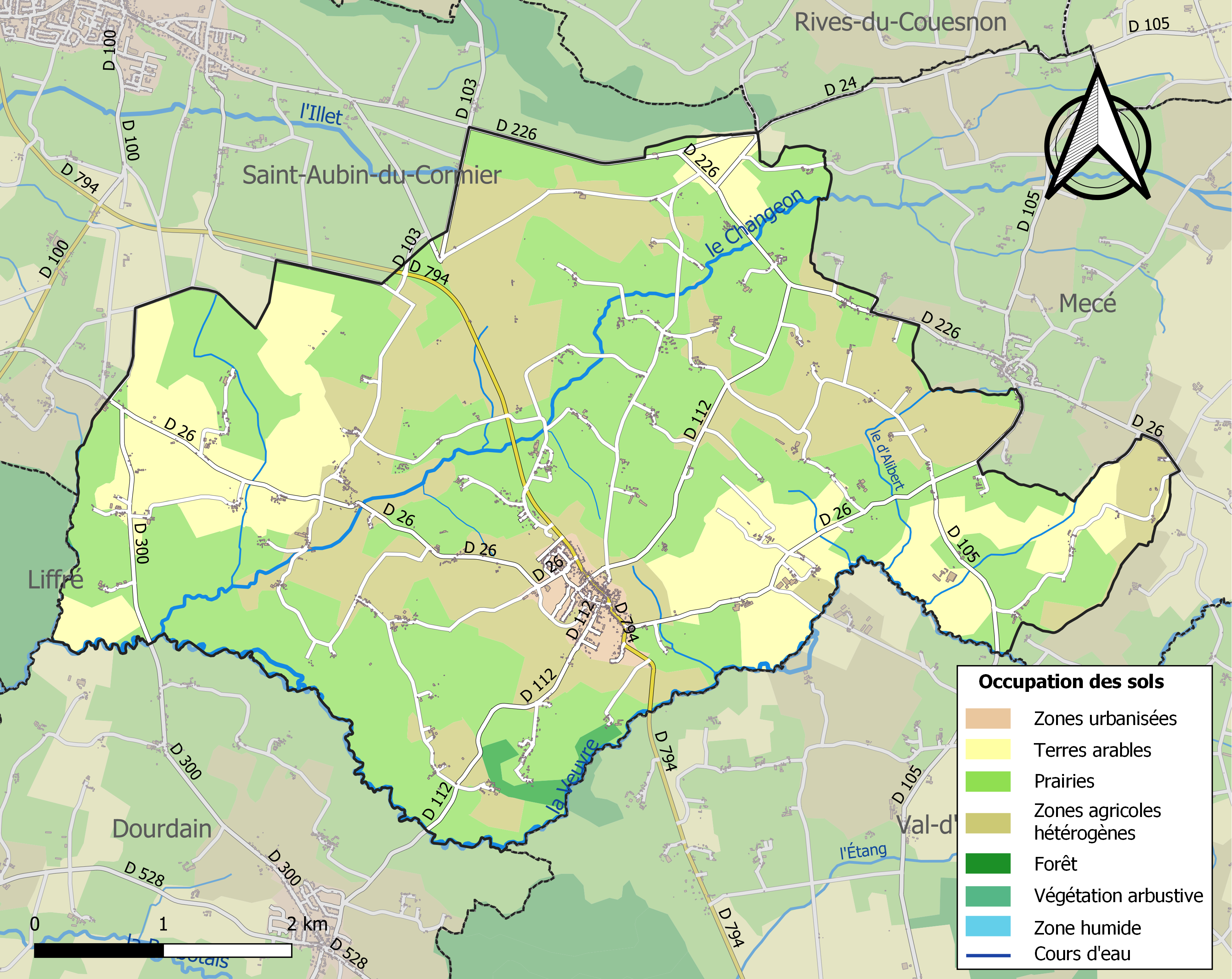
Carte des infrastructures et de l'occupation des sols de la commune en 2018 (CLC).

## Toponymie
Les formes anciennes connues du nom de la commune sont Livriacum, en 1013, ecclesia de Livreio en 1142, Livreyum en 1516[réf. à confirmer].
La commune se nomme simplement Livré jusqu'en 1920 lorsque la municipalité fait le choix du nom de Livré-sur-Changeon.
En gallo, langue traditionnelle des habitants de Livré sur Changeon, la commune est appelée Livrë
La forme bretonne proposée par l'Office public de la langue bretonne est Liverieg-Kenton.

## Histoire
Après les invasions normandes, l'abbaye Saint-Florent de Saumur fonde le prieuré en 1023 à la suite de la donation de Geoffroy Ier. Ce prieuré est à l'origine du développement d'un bourg autour de l'église. Le prieuré est cédé en 1606 aux Jésuites de Rennes, et annexé en 1762 après leur expulsion au collège de cette ville.
La paroisse de Livré dépendait autrefois de l'ancien évêché de Rennes.
La Révolution française et les changements qu'elle apporte sont bien accueillis, comme en témoigne l'organisation de la fête révolutionnaire marquant les victoires des armées républicaines et l'annonce du traité de paix avec l'Autriche, principal ennemi de la France, en brumaire an VI.
En octobre 1795 une troupe de 18 chouans commandés par Joseph du Boishamon fut surprise dans une ferme de la commune d'Izé par des gardes territoriaux de Dourdain et La Bouëxière au nombre d'une cinquantaine ; les Chouans firent feu pour sortir de la ferme et tuèrent deux gardes territoriaux, ce qui provoqua la fuite des autres alors qu'ils étaient bien supérieurs en nombre ; « les contingents territoriaux fournis par les paroisses de Livré, Dourdain, La Bouëxière, Mecé, Châteaubourg étaient fort mauvais pour les combats en rase campagne, mais ils surprenaient quelques royalistes isolés, se livraient à de fréquents pillages et tenaient dans de perpétuelles inquiétudes la portion de l'arrondissement de Vitré dans laquelle s'exerçait le commandement de Henri du Boishamon ».
Adolphe Joanne indique qu'en 1878 Dourdain, La Bouëxière et Livré ont des fabriques de vannerie.

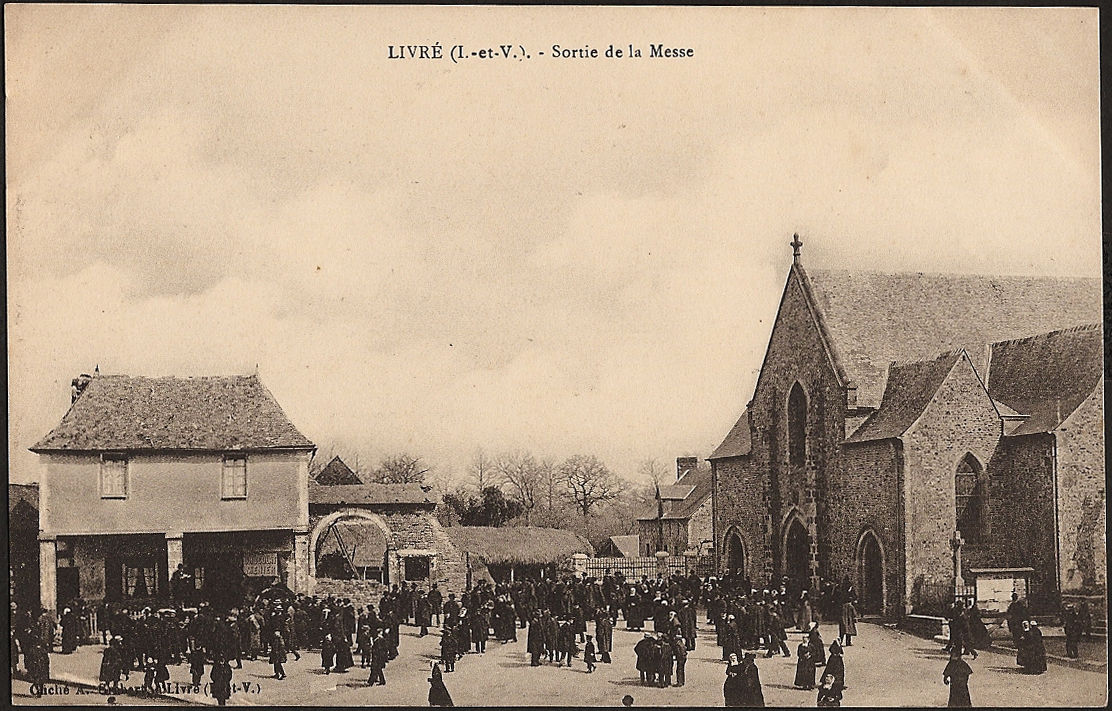
Sortie de messe à Livré en 1910.

### Héraldique
| Blason | Blasonnement : Fascé d'or et d'azur de six pièces, à la croix ancrée de gueules brochant sur le tout. |

## Politique et administration

### Liste des maires
| Période        | Période           | Identité              | Étiquette | Qualité              |
| -------------- | ----------------- | --------------------- | --------- | -------------------- |
| février 1790   | novembre 1791     | Jean Douard           |           |                      |
| novembre 1791  | novembre 1795     | François-Jean Bellier |           |                      |
| novembre 1795  | Germinal an V     | Guillaume Gourdel     |           |                      |
| 1797           | Floréal an VII    | Guillaume Hanry       |           |                      |
| Floréal an VII | Thermidor an VIII | Guillaume Gourdel     |           |                      |
| 1800           | 1804              | François-Jean Bellier |           |                      |
| 1804           | 1808              | Julien Baton          |           |                      |
| 1808           | 1816              | Pierre Baton          |           |                      |
| 1832           | 1846              | Jean-Louis Guérin     |           |                      |
| 1846           | 1848              | Charles Neveu         |           |                      |
| 1848           | 1852              | Jean-Louis Guérin     |           |                      |
| 1852           | 1860              | Charles Neveu         |           |                      |
| 1860           | 1874              | Pierre-Marie Travers  |           |                      |
| 1874           | 1876              | Charles Neveu (fils)  |           |                      |
| 1876           | 1900              | Pierre-Marie Travers  |           |                      |
| 1900           | 1909              | Joseph Travers        |           |                      |
| 1909           | 1925              | Pierre Neveu          |           |                      |
| 1925           | 1935              | Louis Beaugendre      |           |                      |
| 1935           | 1947              | François Cochet       |           |                      |
| 1947           | 1983              | Pierre Bouvet (père)  | MRP       |                      |
| 1983           | 1995              | Joseph Havard         |           |                      |
| 1995           | 2001              | Pierre Bouvet (fils)  |           |                      |
| 2001           | 2008              | Joseph Havard         |           |                      |
| mars 2008      | 2014              | Jean-Michel Hurault   |           |                      |
| 2014           | En cours          | Emmanuel Fraud        | SE        | Conseiller juridique |

### Jumelages
- Pontsticill (Pays de Galles) depuis avril 2023[30],[31].

## Démographie
L'évolution du nombre d'habitants est connue à travers les recensements de la population effectués dans la commune depuis 1793. Pour les communes de moins de 10 000 habitants, une enquête de recensement portant sur toute la population est réalisée tous les cinq ans, les populations de référence des années intermédiaires étant quant à elles estimées par interpolation ou extrapolation. Pour la commune, le premier recensement exhaustif entrant dans le cadre du nouveau dispositif a été réalisé en 2004.
En 2022, la commune comptait 1 737 habitants, en évolution de +2,66 % par rapport à 2016 (Ille-et-Vilaine : +5,46 %, France hors Mayotte : +2,11 %).
| 1793  | 1800  | 1806  | 1821  | 1831  | 1836  | 1841  | 1846  | 1851  |
| ----- | ----- | ----- | ----- | ----- | ----- | ----- | ----- | ----- |
| 1 483 | 1 553 | 1 552 | 1 626 | 1 728 | 1 614 | 1 632 | 1 736 | 1 683 |

| 1856  | 1861  | 1866  | 1872  | 1876  | 1881  | 1886  | 1891  | 1896  |
| ----- | ----- | ----- | ----- | ----- | ----- | ----- | ----- | ----- |
| 1 718 | 1 704 | 1 882 | 1 844 | 1 815 | 1 808 | 1 754 | 1 699 | 1 713 |

| 1901  | 1906  | 1911  | 1921  | 1926  | 1931  | 1936  | 1946  | 1954  |
| ----- | ----- | ----- | ----- | ----- | ----- | ----- | ----- | ----- |
| 1 716 | 1 652 | 1 591 | 1 347 | 1 338 | 1 341 | 1 354 | 1 306 | 1 278 |

| 1962  | 1968  | 1975  | 1982  | 1990  | 1999  | 2004  | 2006  | 2009  |
| ----- | ----- | ----- | ----- | ----- | ----- | ----- | ----- | ----- |
| 1 208 | 1 125 | 1 072 | 1 078 | 1 108 | 1 137 | 1 324 | 1 441 | 1 612 |

| 2014  | 2019  | 2022  | - | - | - | - | - | - |
| ----- | ----- | ----- | - | - | - | - | - | - |
| 1 663 | 1 718 | 1 737 | - | - | - | - | - | - |

## Économie
Un parc d'attraction nommé Diverty parc se situe sur la route de Dourdain.

## Lieux et monuments

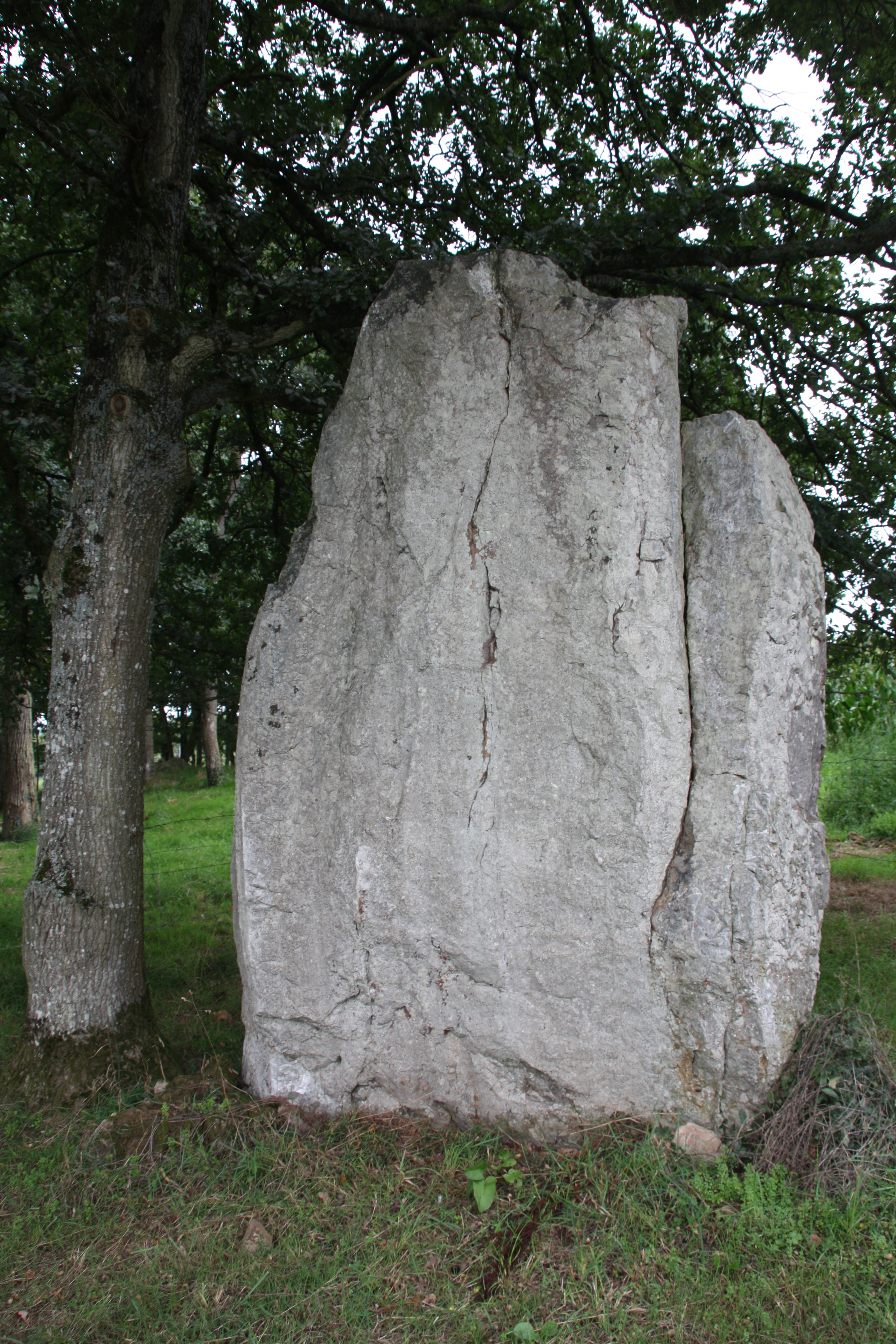
Le menhir de la Roche Picquée.

La commune abrite deux monuments historiques :
- La Roche Piquée, menhir situé à la Beaudouinais, classé par arrêté du 28 décembre 1933[35] ;
- l'église Notre-Dame (XIe, XVIe, XVIIIe et XIXe siècles) est une remarquable illustration de l'art roman breton[36],[37]. L'église est celle du prieuré bénédictin fondé en 1023 et dépendant de l'abbaye Saint-Florent de Saumur. Le transept et le chœur datent des XIe et XIIe siècles. Le clocher est remanié au XVIIIe siècle. La sacristie est modifiée en 1847. Le chœur est modifié en 1863 et 1864. Le portail date de 1515. Le collatéral sud date de 1537. Le collatéral nord date de 1887. On y trouve une tapisserie de Bruxelles datée du XVe siècle et qui représente l'apparition du Christ à Marie Madeleine. L'église a été inscrite en totalité par arrêté du 6 janvier 1926 ; l'abside et les deux absidioles ornées de peintures murales ont été classées par arrêté du 21 décembre 1982[38].

Église Notre-Dame
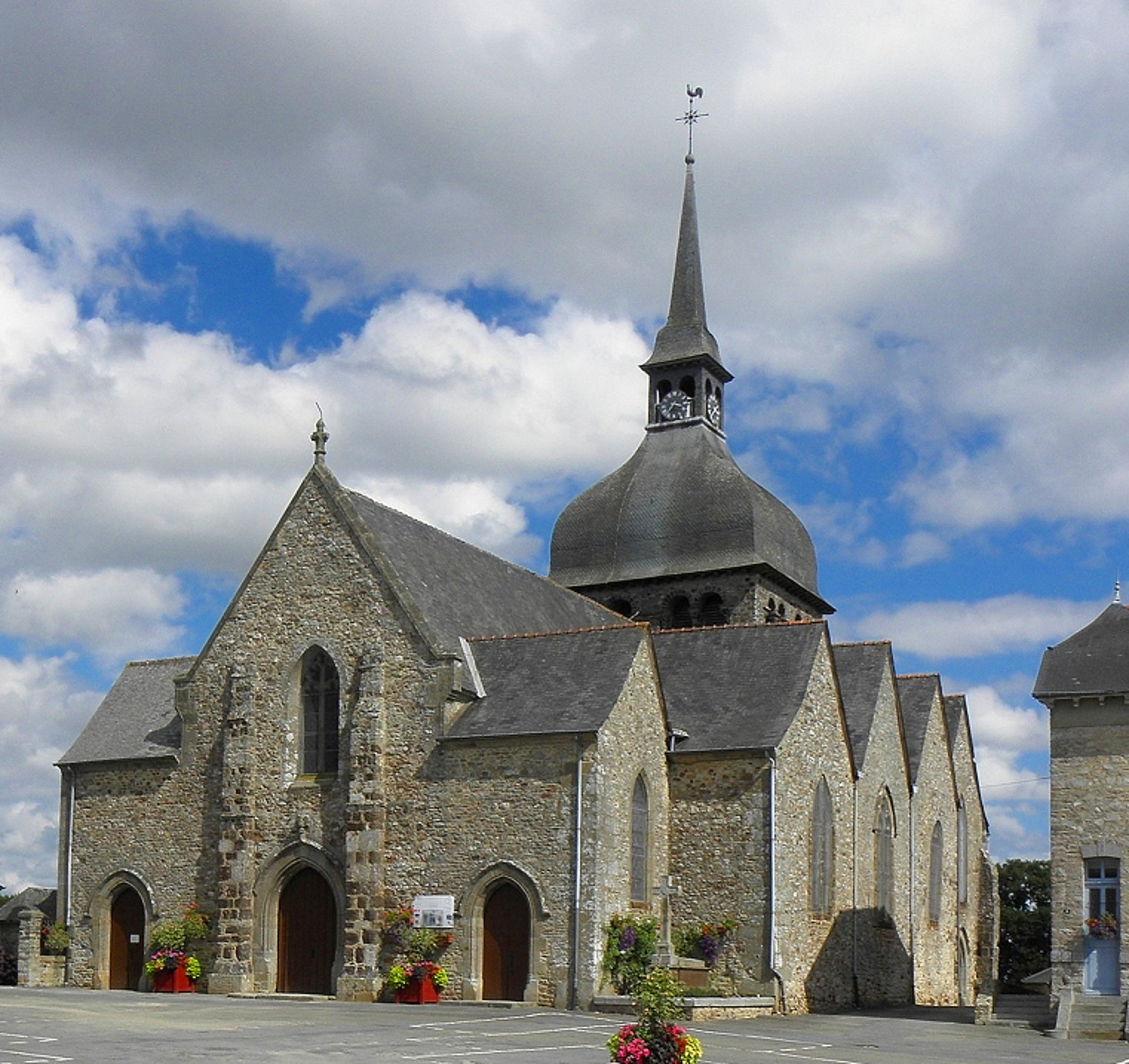
La façade occidentale et flanc sud.
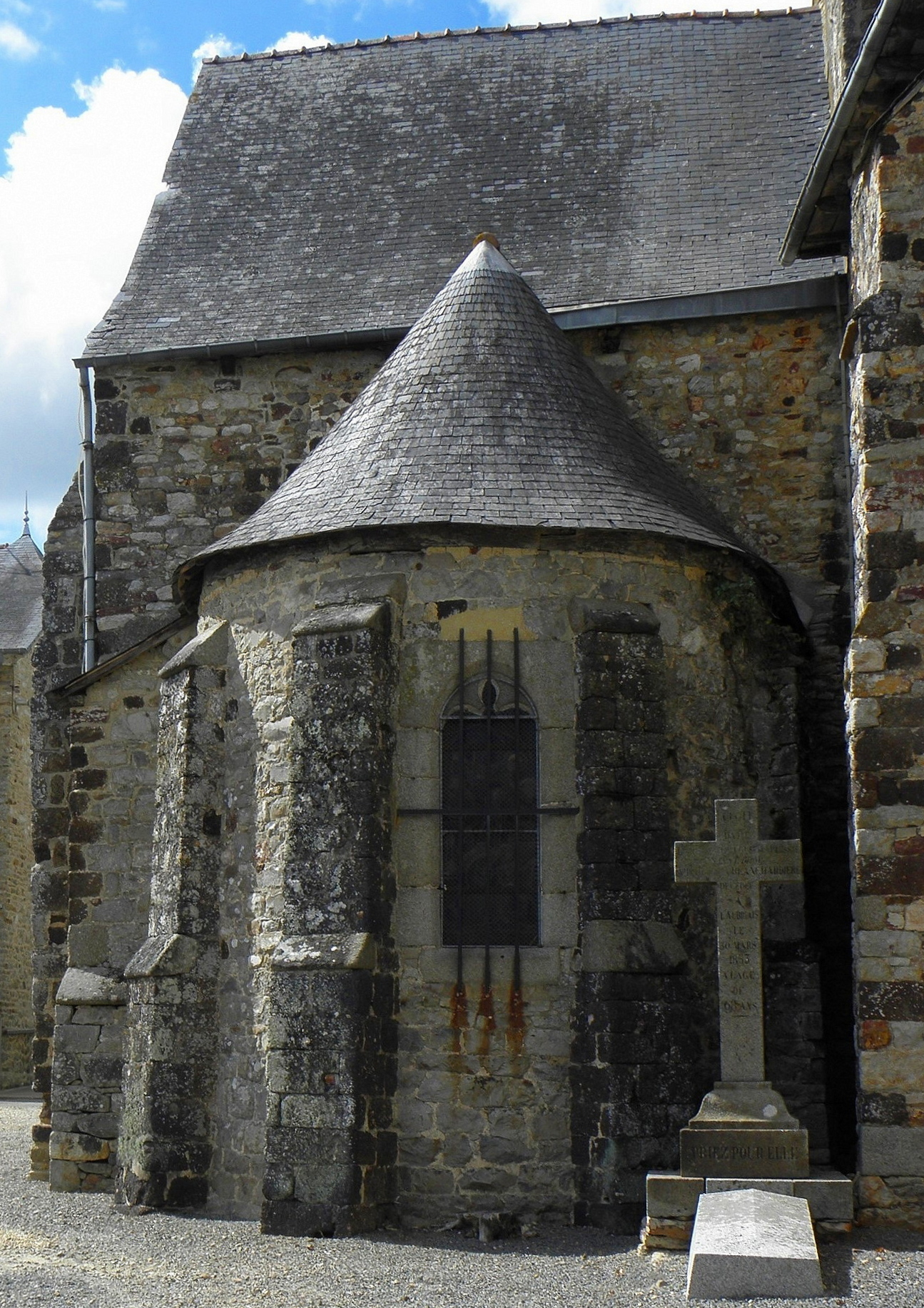
L'absidiole sud.
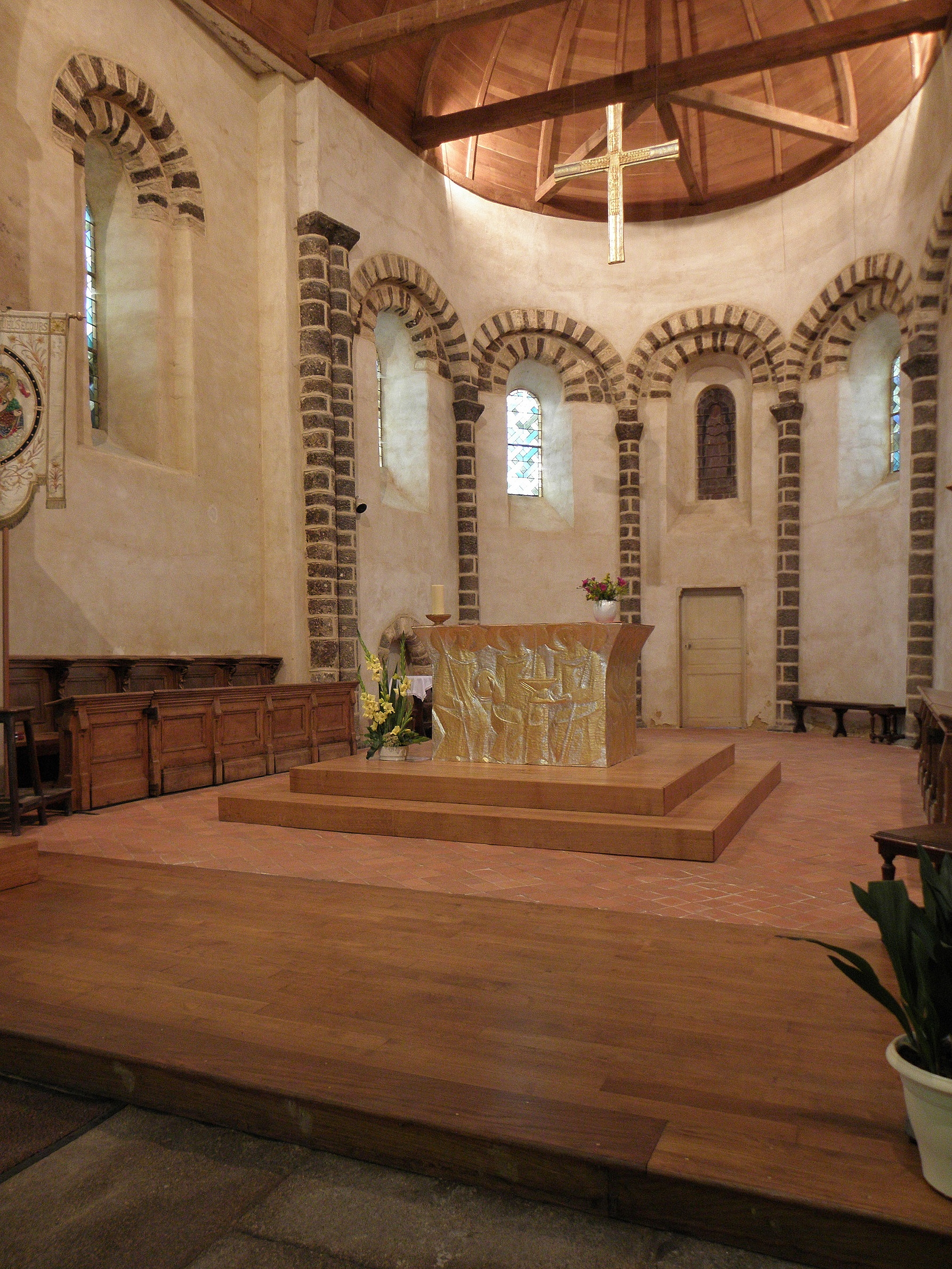
Le chœur.
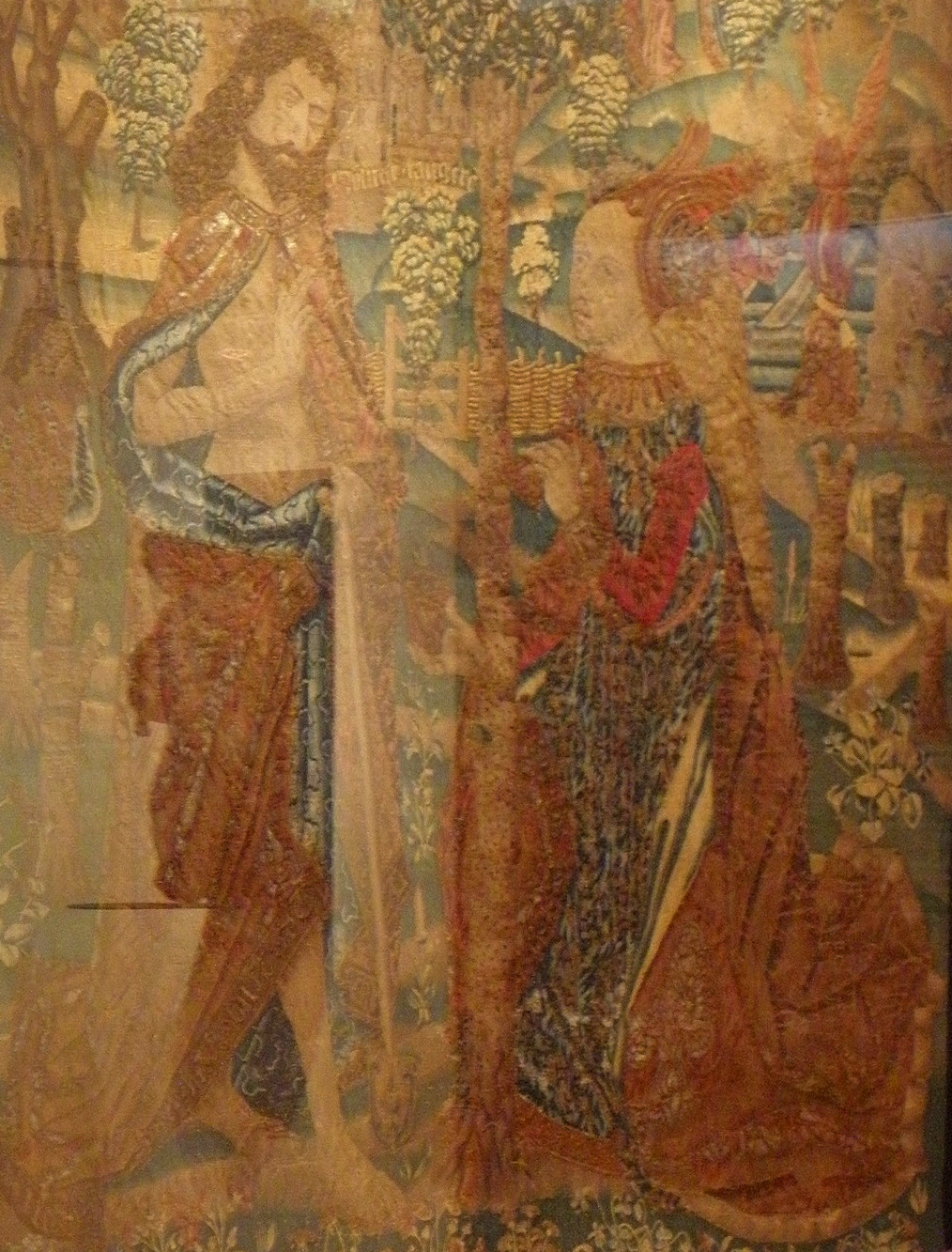
La tapisserie du Christ et de sainte Madeleine.

Autres monuments et lieux notables :
- la chapelle Saint-Mauront ou Saint-Modéran (XVe  au  XVIIe siècles). Cette chapelle est, dès le XIIe siècle, la propriété du prieuré de Livré. Elle est reconstruite plus tard et passe entre les mains des jésuites de Rennes en 1626 ;
- la chapelle Sainte-Anne (1631-fin XIXe siècle)[39], fondée par Jeanne du Feu, dame de La Chevalerie. L'ancien manoir de la Chevalerie était la propriété des familles Lescouët (en 1502), Ivette (en 1513), du Feu (en 1638), Cochet (en 1722), Blot (en 1789) ;
- l'ancienne chapelle de Saint-Mathurin. Elle était aux Templiers, puis aux Hospitaliers de Saint-Jean de Jérusalem. Il ne reste que des ruines ayant fait l'objet de recherches archéologiques.
- la maison (XVe  au  XVIIe siècles), située au lieu-dit la Heurterie ;
- la ferme (XVIe, XVIIe et XIXe siècles), située au lieu-dit la Basse-Rivière ;
- la maison (XVIe  au  XXe siècles), située 9 place du Prieuré ;
- la maison (XVIIe siècle), située 12 place du Prieuré ;
- la maison (XVIIIe et XIXe siècles), située au lieu-dit la Garnais ;
- l'ancienne mairie (1885) ;
- deux moulins à eau : de Changeon, du Bas-Changeon ;
- l'ancien prieuré fondé en 1023. La maison priorale du XVe siècle est démolie en 1887. Le prieuré avait un droit de haute justice ;
- l'ancien manoir du Désert ;
- l'ancien manoir de la Marchelais ou de la Maréchalaye. Propriété successive des seigneurs de Bourgbarré, puis des familles Paynel, la Corbinaye (en 1513), Léziart (en 1560 et 1789) ;
- Étang de Changeon, un des étangs mésotrophes initiaux d'Ille-et-Vilaine[40].

## Activité et manifestations
Livré-sur-Changeon propose diverses activités tout au long de l'année et ce pour tout âge[réf. nécessaire] :
- les fêtes de Pâques communément appelées fête des fleurs, sont marquées par différentes festivités. Notamment reconnue dans les environs pour ses bals, sa braderie, son défilé de chars et sa course de vélos.
- la fête des classes, événement ayant généralement lieu une semaine avant les fêtes de Pâques.
- sports : football, tennis, badminton, gymnastique…
- culture et passions : théâtre, expositions artistiques, cercle de généalogie, chasse.

## Personnalités liées à la commune
- René Lefeuvre (1902 à Livré-sur-Changeon - 1988), éditeur et militant politique.
- Pierre du Colombier (1889-1975), historien d'art, aimait passer des vacances studieuses au manoir de l'Aubriais.